# رویستون (جورجیا)
رویستون، جورجیا (به انگلیسی: Royston, Georgia) یک شهر در ایالات متحده آمریکا با جمعیت ۲٬۵۸۲ نفر است که در جورجیا واقع شده‌است.

## موقعیت جغرافیایی
موقعیت جغرافیایی شهرها و مناطق اطراف به شرح زیر است: